# Orange (manga)
Orange (オレンジ?, Orenji) è un manga scritto e disegnato da Ichigo Takano, edito in Italia dalla Flashbook. Inizialmente serializzato dal 13 marzo 2012 sul Bessatsu Margaret di Shūeisha, si è poi concluso il 25 agosto 2015 sul Monthly Action di Futabasha. Un film live action basato sulla serie, dal titolo omonimo, è stato proiettato nei cinema giapponesi il 12 dicembre 2015, mentre un adattamento anime, coprodotto da TMS Entertainment e Telecom Animation Film, è stato trasmesso in Giappone tra il 3 luglio e il 25 settembre 2016. Un manga spin-off ha iniziato la serializzazione sempre sul Monthly Action il 25 marzo 2016.

## Trama
La storia è ambientata nella città di Matsumoto, in Giappone, dove la liceale sedicenne Naho Takamiya riceve una lettera dalla se stessa di dieci anni nel futuro, in cui vi sono riportati tutti gli eventi di quella giornata, fra cui l'arrivo nella sua classe di un nuovo studente di nome Kakeru Naruse, trasferitosi da Tokyo. La Naho del futuro ripete più volte di avere numerosi rimpianti, a cui desidera porre rimedio inducendo la se stessa del passato a prendere le decisioni giuste. In particolare, il contenuto della lettera verte proprio su Kakeru, il quale dieci anni dopo non sarà più in vita: Naho chiede infatti di vegliare su di lui per evitare che la tragedia si ripeta.

## Personaggi

I personaggi principali (da sinistra verso destra): in alto Saku, Takako e Hiroto; in basso Naho, Kakeru e Azusa

Naho Takamiya (高宮 菜穂?, Takamiya Naho)
Doppiata da: Kana Hanazawa
Protagonista femminile della storia, Naho è una ragazza di 16 anni che frequenta il Liceo Azalea. Inizialmente pensa di essere l'unica ad aver ricevuto una lettera dalla se stessa del futuro e quindi a poter salvare Kakeru, ma presto scopre che anche gli amici hanno ricevuto delle missive, dandole il loro supporto. È una ragazza molto timida, quasi servizievole per paura di dar disturbo agli altri; è brava nel softball e a cucinare. Fin da subito si rende conto di essere innamorata di Kakeru. Nella linea temporale del futuro si è sposata e ha avuto un figlio con Suwa.
Kakeru Naruse (成瀬 翔?, Naruse Kakeru)
Doppiato da: Seiichirō Yamashita
Protagonista maschile della storia, si trasferisce da Tokyo a Matsumoto, dove incontra i nuovi amici. All'apparenza è un ragazzo allegro, ma dentro di sé nasconde un profondo senso di colpa per la morte della madre, che lo porta a tentare il suicidio. È premuroso e ha paura di ferire le persone intorno a sé; è anche un ottimo calciatore. Dopo aver frequentato Rio Ueda per un periodo, si scopre essere innamorato di Naho. Nella linea temporale del futuro muore il 15 di febbraio investito da un camion.
Hiroto Suwa (須和 弘人?, Suwa Hiroto)
Doppiato da: Makoto Furukawa
Compagno di classe nonché di squadra di Kakeru, Suwa è un ragazzo molto alto e atletico, sempre pronto a mettere da parte i suoi sentimenti per il bene degli amici. È innamorato di Naho e nella linea temporale del futuro i due si sposano; in quella presente, invece, non le confessa i suoi sentimenti.
Takako Chino (茅野 貴子?, Chino Takako)
Doppiata da: Rika Kinugawa
Ragazza molto ferma e decisa, aiuta spesso Naho quando si trova in difficoltà e rimprovera Suwa per le sue decisioni.
Saku Hagita (萩田 朔?, Hagita Saku)
Doppiato da: Kazuyuki Okitsu
Otaku del gruppo, è un ragazzo cinico e con un particolare senso dell'umorismo. È lui nella linea temporale alternativa a dare l'idea su come spedire le lettere nel passato.
Azusa Murasaka (村坂 あずさ?, Murasaka Azusa)
Doppiata da: Natsumi Takamori
Migliore amica di Takako e Naho, Azusa è una ragazza molto solare, figlia di due panettieri.

## Media

### Manga
Il manga, scritto e disegnato da Ichigo Takano, iniziò la serializzazione sul numero di aprile 2012 della rivista Bessatsu Margaret di Shūeisha, per poi rimanere interrotto sul numero di dicembre dello stesso anno a causa dell'intenzione dell'autrice di abbandonare la carriera da mangaka. Successivamente Takano cambiò idea e riprese la serializzazione di Orange dal numero di febbraio 2014 del Monthly Action di Futabasha fino alla sua conclusione sul numero di ottobre 2015. Oltre ai primi due volumi tankōbon pubblicati dalla Shūeisha, la serie ha poi ottenuto una nuova edizione completa a cura di Futabasha a partire dal 15 dicembre 2013; il sesto volume è stato l'ultimo ad essere pubblicato il 31 maggio 2017.
In Italia i diritti dell'opera furono acquistati dalla Flashbook già ai tempi della serializzazione sul Bessatsu Margaret. Tuttavia, dopo l'interruzione e la successiva ripresa del manga, la casa editrice italiana fu costretta a ricominciare le negoziazioni con la Futabasha. L'annuncio dell'acquisizione della serie fu poi fatto al Lucca Comics & Games 2014 e la pubblicazione dei volumi fece seguito dal 22 novembre 2014 al 1º dicembre 2017. Nel resto del mondo, i capitoli sono stati tradotti in lingua inglese, in contemporanea col Giappone, da Crunchyroll, mentre in America del Nord, Francia e Polonia la serie è edita rispettivamente da Seven Seas Entertainment, Akata e Waneko.

#### Volumi
| Nº | Data di prima pubblicazione                              | Data di prima pubblicazione                                          | Data di prima pubblicazione | Data di prima pubblicazione |
| Nº | Giapponese                                               | Giapponese                                                           | Italiano                    | Italiano                    |
| -- | -------------------------------------------------------- | -------------------------------------------------------------------- | --------------------------- | --------------------------- |
| 1  | 25 luglio 2012 (Shūeisha) 25 novembre 2013 (Futabasha)   | ISBN 978-4-08-846804-4 (Shūeisha) ISBN 978-4-575-84323-1 (Futabasha) | 22 novembre 2014            | ISBN 978-88-6169-483-5      |
| 2  | 22 novembre 2012 (Shūeisha) 25 dicembre 2013 (Futabasha) | ISBN 978-4-08-846861-7 (Shūeisha) ISBN 978-4-575-84324-8 (Futabasha) | 21 febbraio 2015            | ISBN 978-88-6169-501-6      |
| 3  | 22 agosto 2014                                           | ISBN 978-4-575-84470-2                                               | 23 maggio 2015              | ISBN 978-88-6169-514-6      |
| 4  | 20 febbraio 2015                                         | ISBN 978-4-575-84575-4                                               | 30 agosto 2015              | ISBN 978-88-6169-530-6      |
| 5  | 12 novembre 2015                                         | ISBN 978-4-575-84709-3                                               | 15 febbraio 2016            | ISBN 978-88-6169-550-4      |
| 6  | 31 maggio 2017                                           | ISBN 978-4-575-84987-5                                               | 1º dicembre 2017            | ISBN 978-88-6169-619-8      |

### Anime
La serie televisiva anime di tredici episodi, coprodotta da TMS Entertainment e Telecom Animation Film per la regia di Hiroshi Hamasaki, è andata in onda dal 3 luglio al 25 settembre 2016. Le sigle di apertura e chiusura sono rispettivamente Hikari no hahen (光の破片? lett. "Frammenti di luce") di Yū Takahashi e Mirai (未来? lett. "Futuro") dei Kobukuro. In Italia gli episodi sono stati trasmessi in streaming, in contemporanea col Giappone, da Crunchyroll.

#### Episodi
| Nº | Titolo italiano Giapponese 「Kanji」 - Rōmaji | In onda           | In onda |
| Nº | Titolo italiano Giapponese 「Kanji」 - Rōmaji | Giapponese        |         |
| 1  | Lettera 1 「LETTER01」                        | 3 luglio 2016     |         |
| 2  | Lettera 2 「LETTER02」                        | 10 luglio 2016    |         |
| 3  | Lettera 3 「LETTER03」                        | 17 luglio 2016    |         |
| 4  | Lettera 4 「LETTER04」                        | 24 luglio 2016    |         |
| 5  | Lettera 5 「LETTER05」                        | 31 luglio 2016    |         |
| 6  | Lettera 6 「LETTER06」                        | 7 agosto 2016     |         |
| 7  | Lettera 7 「LETTER07」                        | 14 agosto 2016    |         |
| 8  | Lettera 8 「LETTER08」                        | 21 agosto 2016    |         |
| 9  | Lettera 9 「LETTER09」                        | 28 agosto 2016    |         |
| 10 | Lettera 10 「LETTER10」                       | 4 settembre 2016  |         |
| 11 | Lettera 11 「LETTER11」                       | 11 settembre 2016 |         |
| 12 | Lettera 12 「LETTER12」                       | 18 settembre 2016 |         |
| 13 | Lettera 13 「LAST LETTER」                    | 25 settembre 2016 |         |

#### OAV
Un OAV spin-off dell'anime, dal titolo Orange -Mirai- (オレンジ -未来-?, Orenji -Mirai-) è stato annunciato alla fine del 13º episodio della serie ed è stato distribuito nelle sale giapponesi a partire dal 18 novembre 2016. Il film ripercorre gli eventi della serie dal punto di vista di Suwa e aggiunge un seguito inedito al finale della storia scritto dal mangaka stesso.

## Accoglienza
Orange è il quinto manga più consigliato del 2015 dalle librerie giapponesi, nonché il ventitreesimo titolo apparso sulla quindicesima classifica "Book of the Year" redatta dalla rivista Da Vinci. Al debutto, il primo volume è arrivato trentesimo sulla classifica settimanale di Oricon grazie alla vendita di 31 451 copie, il secondo ha raggiunto la trentunesima posizione con 44 277 copie, mentre il terzo ha ottenuto il ventesimo posto con 47 529 copie. Entro il 20 febbraio 2015, la serie ha venduto in generale più di un milione di copie, raggiungendo poi il milione e mezzo nel giro di circa altri due mesi.